# Tessa Leuwsha

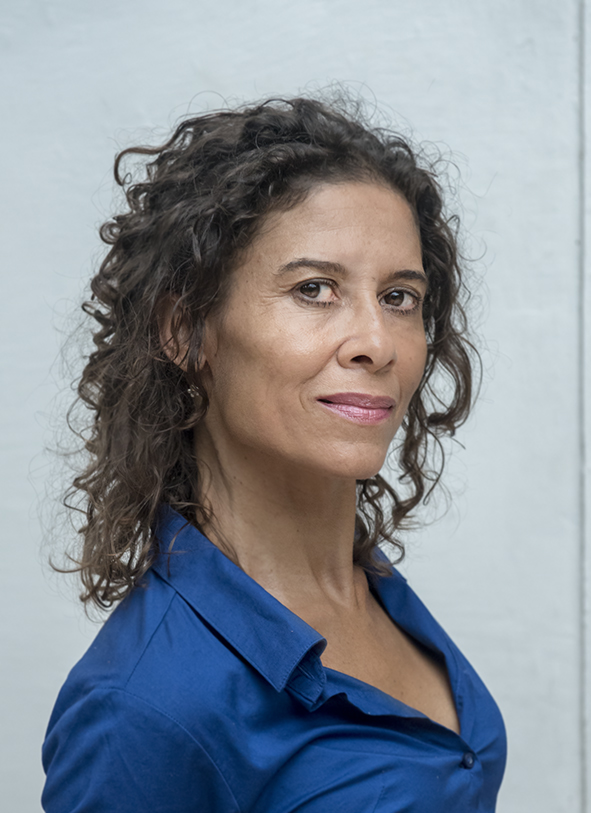
Tessa Leuwsha (2019)

Tessa Evelyne Leuwsha (* 1. November 1967 in Amsterdam) ist eine niederländisch-surinamische Autorin.

## Biographie
Tessa Leuwsha ist die Tochter einer niederländischen Mutter und eines afro-surinamesischen Vaters. Der Vater wuchs in Suriname auf, als das Land noch eine Kolonie der Niederlande war. In den 1960er-Jahren ging er in die Niederlande, um dort zu arbeiten.
Leuwsha studierte Tourismusmanagement und Englisch. Mehrere Jahre lang arbeitete sie im Tourismus und reiste in viele Länder. Der Auftrag zur Erstellung eines Reiseführers über Suriname führte sie 1996 in das Heimatland ihres Vaters. Seitdem lebt sie dort.
Tessa Leuwsha ließ sich als freiberufliche Journalistin in Paramaribo nieder, wo sie mit ihrem Partner, dem bildenden Künstler Sirano Zalman, ein Tourismusunternehmen aufbaute. 1997 wurde die erste Ausgabe ihres Travel Handbook Suriname publiziert, das seitdem in vielen überarbeiteten Auflagen und unter verschiedenen Titeln erschienen ist. Neben Romanen, Sachbüchern und Theaterstücken verfasst sie Artikel, Kolumnen sowie Rezensionen für de Ware Tijd Literair und produziert Dokumentarfilme. Sie ist Vorsitzende der Surinamischen Stiftung für Lesen und Schreiben (Surinaamse Stichting Lezen en Schrijven), die sich für die Förderung literarischer Erfahrungen bei jungen Menschen einsetzt. Mit dem Projekt Schrijftheater, einer Zusammenarbeit mit der Den Haager Stichting Boekids bot sie Schreibworkshops für Jugendliche an, aus denen 2010 ein Jugendtheaterstück hervorging, das mehrfach aufgeführt wurde. In Zusammenarbeit mit der Stiftung initiierte Leuwsha die Einrichtung einer Mediathek im Dorf Danta Bai im Distrikt Sipaliwini in Obersuriname. In dieser Region leben die Saramaccaner, auch Maroons genannt, Nachkommen von Sklaven, die während der Kolonialzeit von Plantagen geflohen waren. Auch ein Alphabetisierungsprojekt für Erwachsene ist mit der Mediathek verbunden.
Leuwshas erste veröffentlichte Erzählung For William wurde 2002 mit dem Förderpreis des Kwakoe-Literaturpreiss ausgezeichnet. 2005 debütierte sie mit dem Roman De Parbo-blues, in dem eine Tochter nach Suriname reist, um die Kindheit ihres Vaters nachzuholen. Das Werk kam 2006 in die engere Wahl für den Debütantenpreis des Algemeen-Nederlands Verbond, den Debütpreis von Vrouw & Kultuur und wurde 2007 in die „Top Ten“ der Bücher des niederländischen Außenministeriums aufgenommen.
2015 wurde Leuwshas Buch Fansi's stilte, een grootmoeder en de slavernij (Fansis Schweigen, eine Großmutter und die Sklaverei) publiziert. In diesem Oral-History-Buch rekonstruiert sie das Leben ihrer surinamischen Großmutter Fanceline Cummings („Oma Fansi“, 1905–1979). Das Buch wurde für den Literaturpreis De Inktaap 2017 nominiert. 2018 wurde ihr erster Dokumentarfilm Frits the Guide veröffentlicht, der das Dilemma der Maroons zeigt, an Traditionen festzuhalten oder sich westlichen Einflüssen anzupassen, 2023 die Doku Moeder Suriname – Ma Sranan, inspiriert von ihrem eigenen Buch Fansis Schweigen; Erzählerin im Film ist die surinamische Sängerin Denise Jannah. Dieser Film wurde erstmals auf dem International Documentary Film Festival Amsterdam (IDFA) gezeigt, wo er eine Auszeichnung als bester niederländischer Dokumentarfilm erhielt.
2024 wurde Tessa Leuwsha Mitglied des niederländisch-flämischen Schriftstellerinnenkollektivs Fixdit.

## Werke

### Dokumentarfilme
- Frits de Gids, 2018 (niederl.)
- Moeder Suriname – Mama Sranan, 2023 (niederl.)